# Саміт Росія — Африка (2019)
Перший саміт «Росія-Африка» відбувся 23–24 жовтня 2019 року в Сочі в Росії. Відповідальність за організацію саміту взяли Путін та президент Єгипту Абдель Фаттахом ас-Сісі. На цьому саміті було запрошено   голів усіх 54 африканських держав, із них взяли участь 43 голів держав та представників урядів. Путін наголосив на «державному суверенітеті» та готовності Росії пропонувати допомогу чи торговельні угоди «без політичних чи інших умов», сказав, що «ряд західних країн вдається до тиску, залякування та шантажу з боку суверенних африканських урядів», проти чого  виступає Росія, яка готова допомогти африканським державам оборонятися.
Другий саміт "Росія-Африка" був запланований на жовтень 2022 року в Аддіс-Абебі, але був перенесений на 26–29 липня 2023 року в Санкт-Петербург.

## Присутні

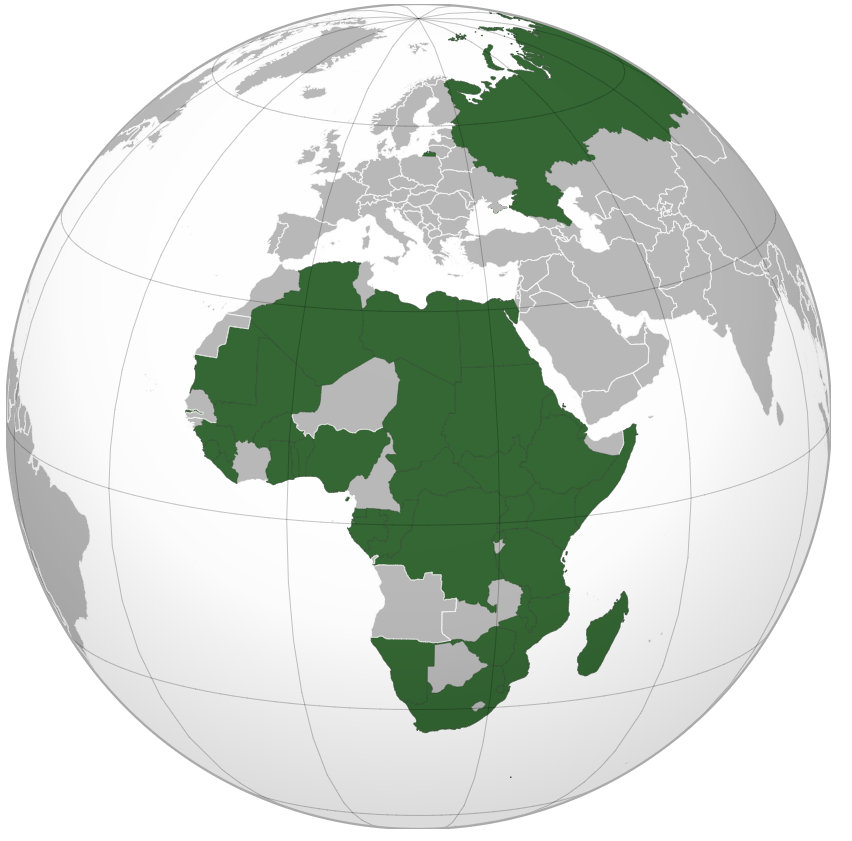
Делегації, які взяли участь у саміті Росія–Африка 2019 року

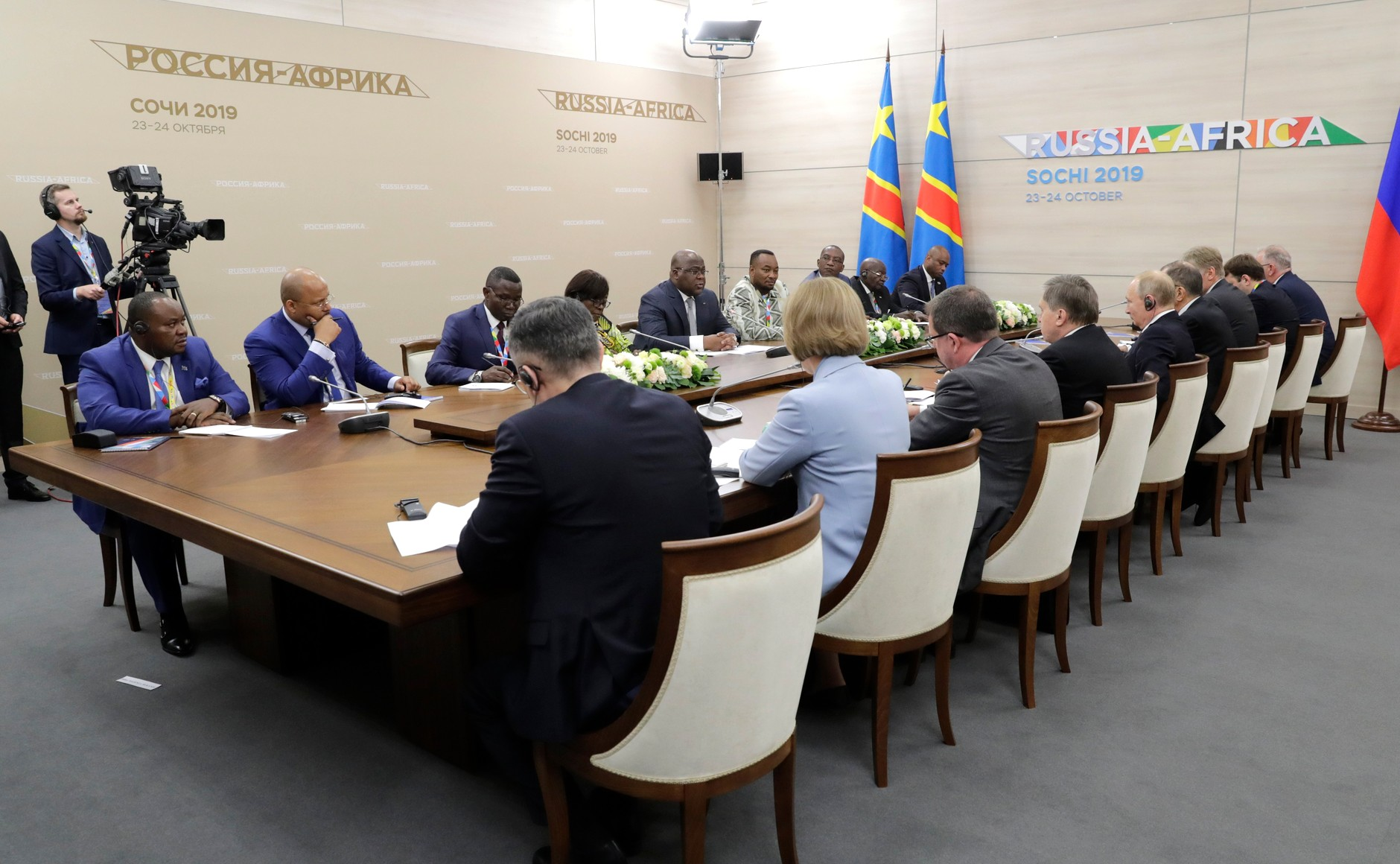
Зустріч Путіна і російської делегації з Феліксом Чисекеді і конголезькою делегацією

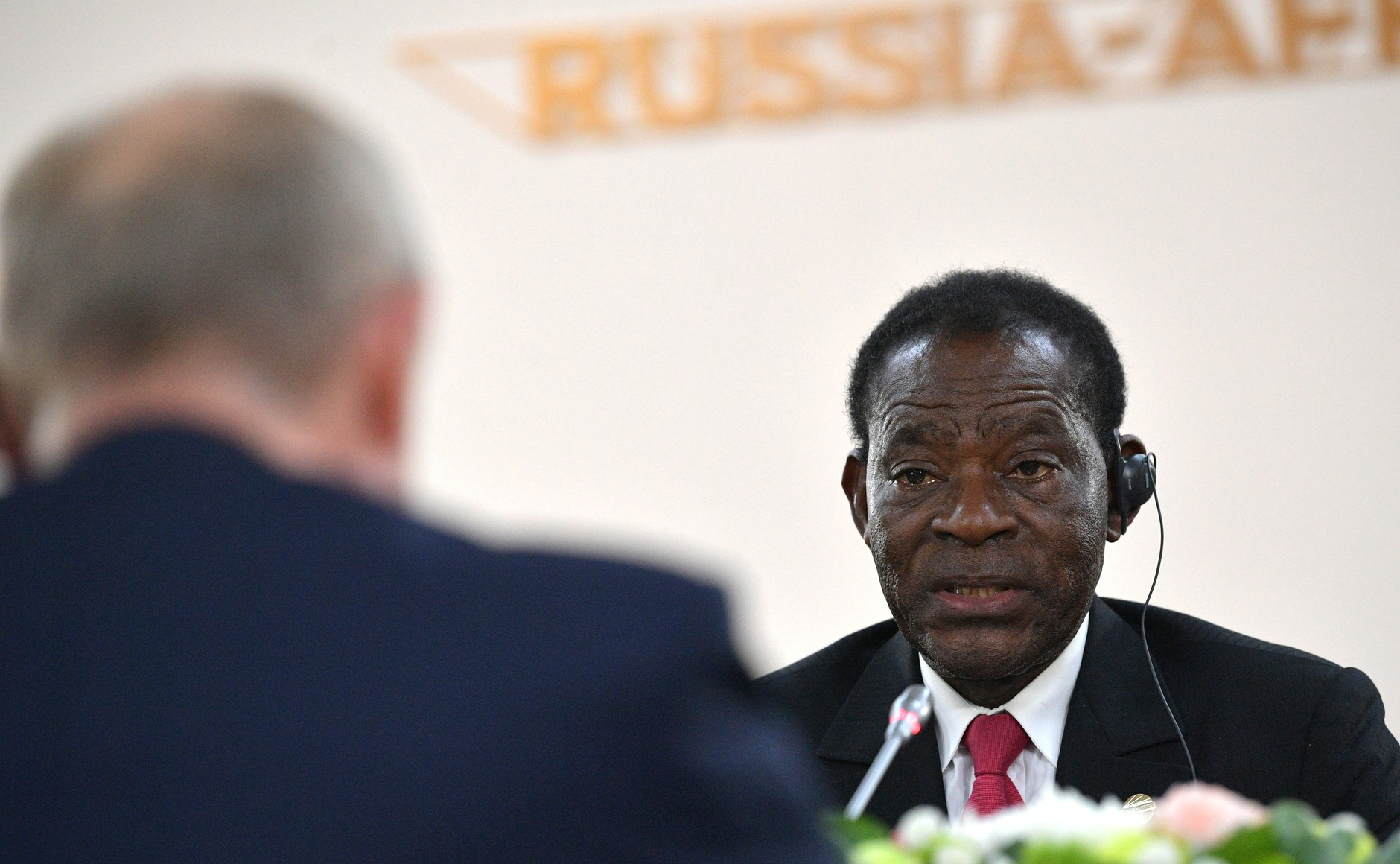
Путін і президент Екваторіальної Гвінеї Теодоро Обіанг Нгема Мбасого

### Голови держав
- Путін - господар саміту
- Абдель Фаттах Ас-Сісі, Президент Єгипту - господар саміту
- Абдель Кадер Бенсалах, діючий Президент Алжиру
- Жуан Лоренсу, Президент Анголи
- Патріс Талон, Президент Беніну
- Рок Марк Крістіан Каборе, Президент Буркіна-Фасо
- Фостен-Аршанж Туадера, Президент ЦАР
- Ідріс Дебі, Президент Чаду
- Азалі Ассумані, Президент Коморських Островів
- Фелікс Чісекедіi, Президент ДР Конго
- Дені Сассу-Нгессо, Президент Республіки Конго
- Ісмаїл Омар Гелле, Президент Джибуті
- Мсваті III, Король Есватіні
- Адама Берроу, Президент Гамбії
- Нана Аддо Данква Акуфо-Аддо, Президент Гани
- Теодоро Обіанг Нгема Мбасого, Президент Екваторіальної Гвінеї
- Альфа Конде, Президент Гвінеї[3]
- Ухуру Кеніятта, Президент Кенії
- Анрі Радзуеліна, Президент Мадагаскару
- Ібрагім Бубакар Кейта, Президент Малі
- Пітер Мутаріка, Президент Малаві
- Мухаммед ульд аш-Шейх аль-Газуані, Президент Мавританії
- Філіпе Н'юсі, Президент Мозамбіку
- Хаге Гейнгоб, Президент Намібії
- Мухаммаду Бухарі, Президент Нігерії
- Поль Кагаме, Президент Руанди
- Денні Фор, Президент Сейшельських Островів
- Джуліус Маада Біо, Президент Сьєрра-Леоне
- Мохамед Абдуллагі Мохамед, Президент Сомалі
- Сиріл Рамафоса, Президент ПАР
- Салва Киїр, Президент Південного Судану
- Абдель Фаттах аль-Бурхан, Президент Ради суверенітету Судану
- Фор Гнассінгбе, Президент Того
- Йовері Мусевені, Президент Уганди
- Еммерсон Мнангагва, Президент Зімбабве

### Інші лідери країн
- Осман Салех Мохаммед, Міністр закордонних справ Еритреї

- Абій Ахмед Алі, Прем'єр-міністр Ефіопії
- Жульєн Нкоге Бекалє, Прем'єр-міністр Габону
- Кассім Маджаліва, Прем'єр-міністр Танзанії

- Джевел Говард Тейлор, Віце-президент Ліберії
- Фаїз аль-Сарадж, голова Президентської ради Лівії

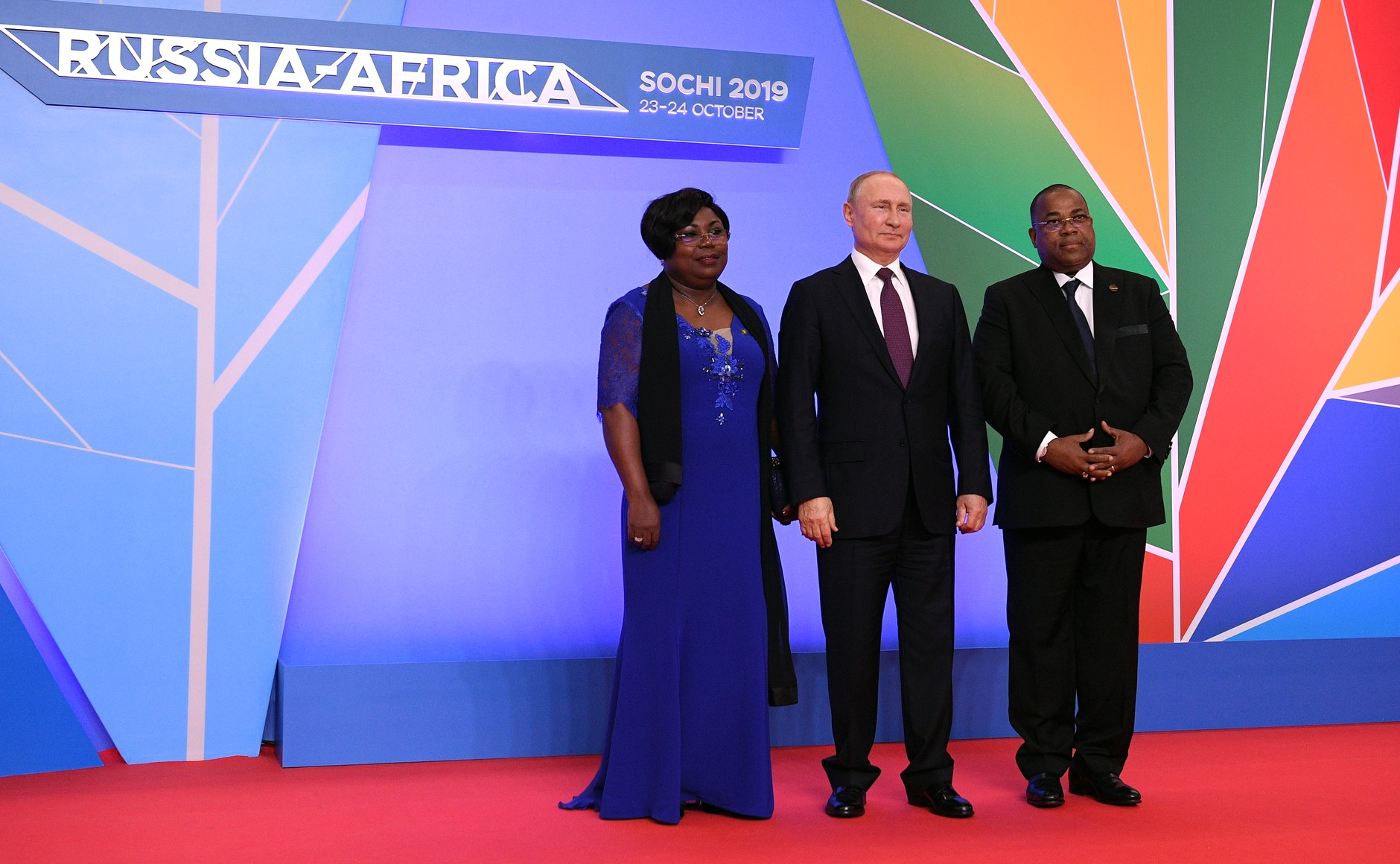
Путін і прем'єр-міністр Габону Жульєн Нкоге Бекале

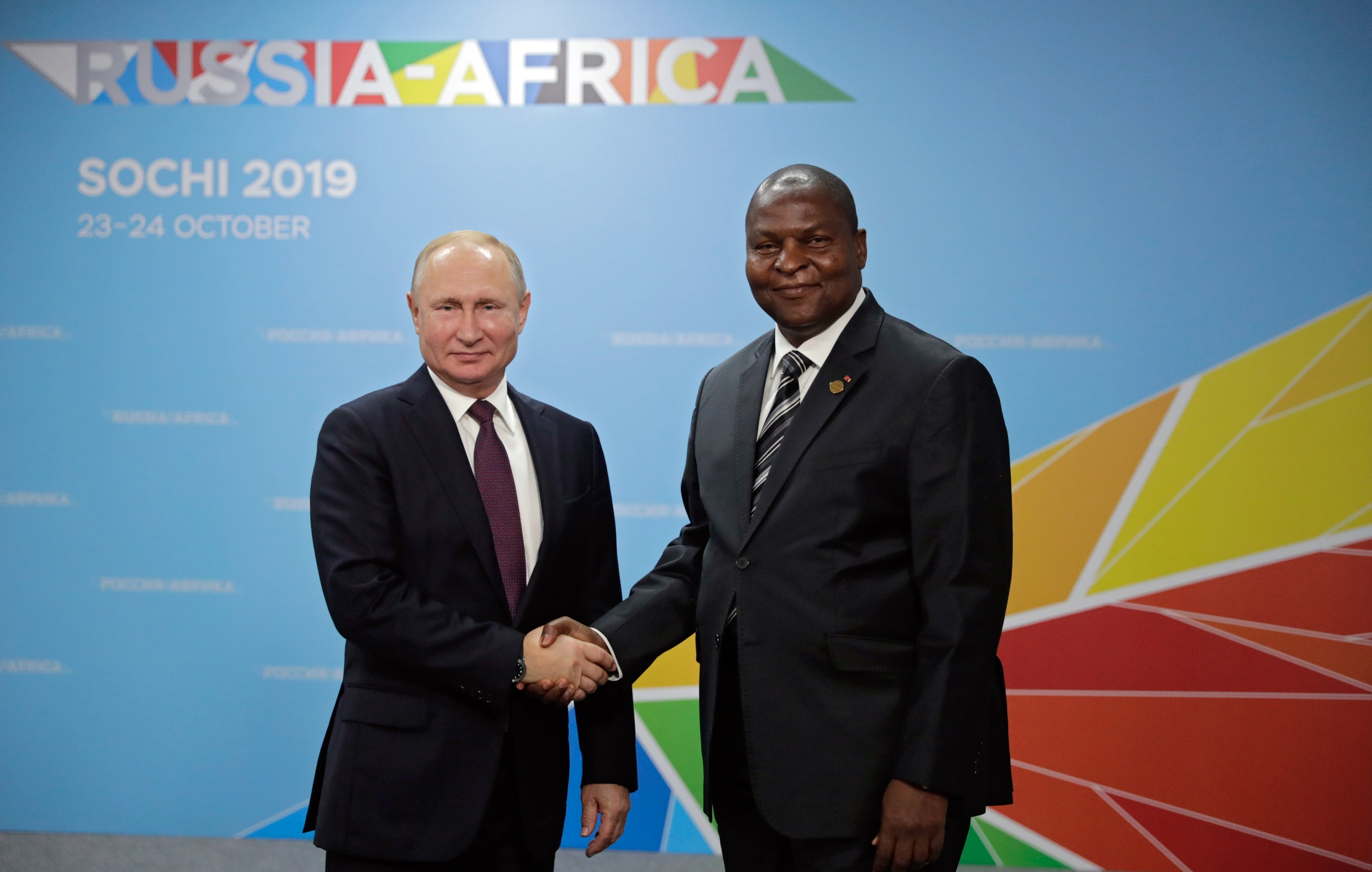
Путін і президент ЦАР Фостен-Аршанж Туадера

## Зовнішні джерела
- Російсько-африканський саміт і економічний форум